# ウィリアム・ヘドリー
ウィリアム・ヘドリー（William Hedley、1779年7月13日 - 1843年1月9日）は、19世紀初頭のイギリスを代表する技術者の1人で、草創期の鉄道の発展に貢献するいくつかの重要な発明をした人物である。ニューカッスル・アポン・タイン近郊のワイラムの炭鉱で現場監督を務める傍らで、鉄のレール上を鉄の車輪の力だけで移動する最初の実用的な蒸気機関車を作りだした（粘着式鉄道）。
ヘドリーは1779年にニューカッスル・アポン・タイン近郊の村ニューバーンで生まれた。
ヘドリーの発明以前は、機関車というものは自立して動くには重過ぎると考えられており、定置式の蒸気機関がケーブルにつないだ車両を牽引する方法が主流だった。そんな中で他の方式も様々に試みられていた。バターリー社のウィリアム・チャップマン (William Chapman) は1812年に蒸気機関を車両に載せ、ケーブルを巻き取ることで前進する仕組みを考案した。同じくバターリー社のウィリアム・ブラントンは、機械的に地面を蹴って前進する「スチームホース」を作ったがチャップマンの発明ほどにはうまくはいかなかった。
また一方で、1812年にマシュー・マレーとジョン・ブレンキンソップは最初の2シリンダーの蒸気機関車、「サラマンカ号」をリーズ近郊のミドルトン鉄道向けに、ラック・アンド・ピニオン機構で歯車をレール側に噛み合わせて進む方式で製作した。これは最初のラック式鉄道であった。これは蒸気機関車を用いた鉄道として最初にうまく動作したものであったが、システム全体が複雑で高価であった。
ヘドリーは、リチャード・トレビシックの機関車がそうであったように、複数の車輪がお互いに連結されていれば、1つの車輪が空転し始めても、他の車輪によってそれを止められるのではないかと考えた。彼の働いていた炭鉱の持ち主、クリストファー・ブラケット (Christopher Blackett) は、ちょうど木製の資材運搬用軌道をL字形のフランジ付き鉄製レールに置き換えたところであった。ヘドリーはまず、人力で運行する試作車両を造り、様々な積み荷で粘着力を試験した。それからこの車両をシャーシとして利用し、トレビシックのものと同じように1つのシリンダーで単純な煙管式のボイラーを利用した機関車を製作した。
この機関車は満足のいくものではなかった。シリンダーが1つしかないため動きが不安定で、また蒸気の発生量も十分ではなかった。
彼は2両目の機関車を製作した。これには鍛冶場の職長であった、後に有名になったティモシー・ハックワースと、彼の機関車の製作を担当していたジョナサン・フォスター (Jonathan Foster) の助けを受け、1812年にジョン・ブレンキンソップとマシュー・マレーが製作したような2つのシリンダーを備えた設計と、煙管を往復させた構造のボイラーを採用した。これが有名な蒸気機関車「パッフィング・ビリー号」で、1813年に初めて走行し、現在はロンドンのサイエンス・ミュージアムで保存されている。この成功によってさらに「ワイラム・ディリー号」が製作され、これはエディンバラのロイヤル・ミュージアムで保存されている。同年、車輪間をロッドで連結する方法の特許を取得した。
しかしながら、まだ線路にかなりの弱点があり、機関車は4輪車2つを組み合わせたものに改造された。当初は車輪にフランジが無く、板状のフランジ付きレールと組み合わせて用いられていた。1830年頃、路線はより強固な縁付きのレールに敷き直され、2両の機関車ともにフランジ付きの車輪に変更しつつ、当初の設計に復元された。この状態が現在保存されているものである。双方の機関車ともに1862年まで使用された。
ヘドリーは1843年に亡くなった。彼の子孫もまた、1940年代に石炭産業が国有化されるまでこの分野に深く関わっていた。1971年に、国有化の際の補償金をもとに、彼の名前を冠した慈善基金が設立された。